# Гордєєв Артем Сергійович
Артем Сергійович Гордєєв (рос. Артем Сергеевич Гордеев; 15 вересня 1988, м. Уфа, СРСР) — російський хокеїст, центральний нападник. Виступає за «Спартак» (Москва) у Континентальній хокейній лізі. Майстер спорту.
Вихованець хокейної школи «Салават Юлаєв» (Уфа). Виступав за «Салават Юлаєв» (Уфа), «Толпар» (Уфа), «Торос» (Нефтекамськ).
У складі молодіжної збірної Росії учасник чемпіонату світу 2008.
Досягнення
- Чемпіон Росії (2008)
- Чемпіон ВХЛ (2012)
- Бронзовий призер молодіжного чемпіонату світу (2008).